# Bataille de Morotai
Guerre du Pacifique,
Seconde Guerre mondiale
Batailles
- Rabaul
- 1re Salamaua-Lae
- Mer de Corail
- Piste Kokoda
- Baie de Milne
- Goodenough
- Buna-Gona-Sanananda
- Lilliput
- Merauke

- Wau
- Mer de Bismarck
- I-Go
- 2e Salamaua-Lae
- Chronicle
- Monts Finisterre
- Bougainville
- Bombardement de Wewak
- Péninsule de Huon
- Nouvelle-Bretagne
- Bombardement de Rabaul

- Neutralisation de Rabaul
- Îles de l'Amirauté
- Emirau
- Take Ichi
- Nouvelle-Guinée occidentale

La bataille de Morotai est une bataille de la phase finale de la campagne de Nouvelle-Guinée pendant la guerre du Pacifique  qui s'est déroulée du 15 septembre au 4 octobre 1944 .
Le commandement américain a décidé d'engager la capture de Morotai et de ses 9 pistes de décollage construites par les Japonais, afin d'y établir une base aérienne et logistique pour soutenir les futures opérations allées aux Philippines et à Bornéo, mais aussi de considérablement gêner les opérations aériennes nippones dans la région.

## Déroulement

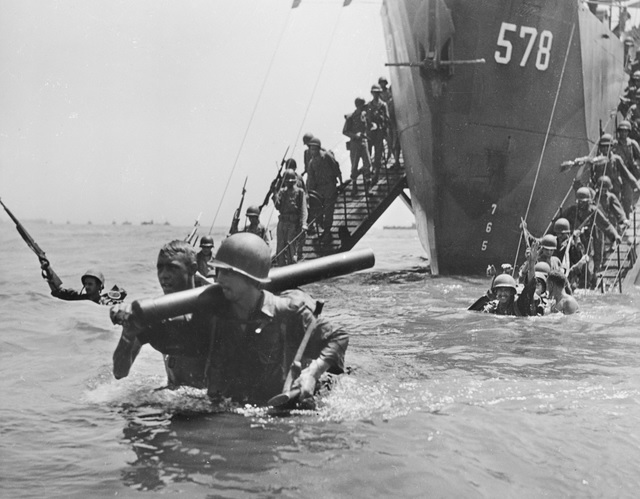
Infanterie débarquant le 15 septembre 1944.

Le 15 septembre 1944, après un bombardement naval de deux heures, la 31e division d'infanterie débarqua sur Morotai sans rencontrer d'opposition et commença son avancée à l'intérieur des terres. Dès le lendemain, l'aérodrome est sous son contrôle, l'infanterie américaine n'ayant eu à faire face qu'à très peu d'opposition. Après des débarquements de plus faible envergure sur la côte ouest de l'île, les patrouilles de l'US Army y continuèrent jusqu'au 4 octobre 1944, date à laquelle Morotai fut déclarée sécurisée.
Après que l'armée impériale eut fait débarquer des renforts sur le nord de l'île durant les mois d'octobre et de novembre 1944, des combats plus intenses eurent lieu du 5 au 14 janvier 1945, où environ 870 Japonais et 46 Américains trouvèrent la mort. Des escarmouches intermittentes continuèrent jusqu'à la fin de la guerre, mais la famine et la maladie frappèrent les troupes japonaises.
Le dernier soldat nippon présent sur Morotai, Teruo Nakamura, ne s'est rendu qu'en 1974 à l'armée indonésienne, soit 29 ans après la reddition de son pays.

## Développement de la base militaire

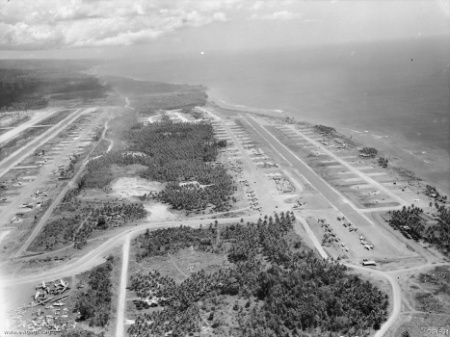
La base de Pitu.

Plus de 7000 soldats du génie militaire, majoritairement américains, mais en partie australiens arrivèrent sur l'île les jours suivant le début de l'invasion et y entamèrent des travaux. Ils y construisirent une base militaire, logistique, aérienne et portuaire capable d'accueillir plus de 60 000 hommes. Un hôpital capable d'accueillir 1 000 patients y fut également établi. Les pistes de décollage furent améliorées en un véritable aérodrome en novembre 1945 qui accueillera à son apogée 253 avions dont 174 bombardiers-lourds.
Cette base logistique et son aérodrome offrirent un très utile support aux troupes américaines lors de la campagne des Philippines mais également aux Australiens durant la campagne de Bornéo.